# Lady Bird (film)
Lady Bird – amerykański komediodramat z 2017 roku w reżyserii Grety Gerwig. Jego premiera odbyła się 1 września 2017 roku podczas Festiwalu Filmowego Telluride.
Film otrzymał liczne nominacje i nagrody m.in. zdobył Złoty Glob za najlepszy film komediowy lub musical i 5 nominacji do Oscara w tym do najlepszego filmu, najlepszej aktorki i najlepszego reżysera. Organizacje National Board of Review i American Film Institute uznały go za jeden z dziesięciu najlepszych filmów 2017 roku.

## Obsada
- Saoirse Ronan jako Christine „Lady Bird” McPherson
- Laurie Metcalf jako Marion McPherson
- Tracy Letts jako Larry McPherson
- Lucas Hedges jako Danny O’Neill
- Timothée Chalamet jako Kyle Scheible
- Beanie Feldstein jako Julianne „Julie” Steffans
- Stephen McKinley Henderson jako ojciec Leviatch
- Lois Smith jako siostra Sarah Joan
- Jordan Rodrigues jako Miguel McPherson
- Marielle Scott jako Shelly Yuhan
- Odeya Rush jako Jenna Walton
- Jake McDorman jako pan Bruno
- Laura Marano jako Diana Greenway
- Kathryn Newton jako Darlene
- John Karna jako Greg Anrue

## Fabuła
Siedemnastoletnia Christine McPherson zwana „Lady Bird” jest uczennicą katolickiej szkoły w Sacramento. Ponieważ nie układa jej się z rodzicami, a zwłaszcza z matką, pragnie opuścić dom i przenieść się na wschodnie wybrzeże USA. Na ostatnim roku nauki razem ze swoją najlepszą przyjaciółką Julie, dołącza do szkolnej grupy teatralnej, gdzie poznaje Danny’ego. Znajomość ta jednak szybko się kończy. „Lady Bird” wikła się w kolejne związki, między innymi z Kyle’em, którego uważa za świetnego i przystojnego. Znajomość ta nie spełnia jej oczekiwań i postanawia ją zakończyć. Christine w końcu spełnia swoje marzenie i pomimo sceptycyzmu matki wyjeżdża do Nowego Jorku na studia.

## Produkcja
Prace nad scenariuszem, reżyserka i scenarzystka Greta Gerwig prowadziła przez kilka lat. Początkowo nosił on roboczy tytuł Mothers and Daughters i liczył ponad 350 stron. W 2015 roku projekt zdecydowało się sfinansować IAC Films wraz ze Scott Rudin Productions. Współproducentką filmu została także menedżerka Gerwig, Evelyn O’Neill.
Główne zdjęcia początkowo miały rozpocząć się w marcu 2016 roku, ale z powodu innych zobowiązań odtwórczyni głównej roli, zostały przesunięte na sierpień. Ostatecznie rozpoczęły się 30 sierpnia 2016 roku w Sacramento w Kalifornii. Później realizowano je także w Los Angeles i Nowym Jorku.
Aby odpowiednio przygotować obsadę i ekipę filmową, Gerwig podarowała im swoje stare roczniki szkolne, zdjęcia oraz czasopisma, a także fragmenty tekstów napisane przez Joan Didion. Zorganizowała też podróż do jej rodzinnego miasta. Z kolei autorowi zdjęć, którym został Sam Levy powiedziała, że chce, aby film był „jak wspomnienie”.